# Кустолове Перше
Ку́столове Перше —  село в Україні, у Новосанжарській селищній громаді Полтавського району Полтавської області. Населення становить 54 осіб. До 2020 орган місцевого самоврядування — Малоперещепинська сільська рада.

## Географія
Село Кустолове Перше знаходиться на лівому березі річки Кустолове, нижче за течією на відстані 4 км розташоване село Богданівка.

## Історія
12 червня 2020 року, відповідно до розпорядження Кабінету Міністрів України № 721-р «Про визначення адміністративних центрів та затвердження територій територіальних громад Полтавської області», село увійшло до складу Новосанжарської селищної громади.
19 липня 2020 року, в результаті адміністративно - територіальної реформи та ліквідації Новосанжарського району, село увійшло до складу новоутвореного Полтавського району Полтавської області.